# Out of Silence
Out of Silence es el tercer álbum de Estudio del músico griego Yanni, lanzado bajo el sello Private Music en 1987. Durante ese año, Yanni se dispuso a reunir lo que sería su “Primera Banda de Gira”, donde se destacaban Joyce Imbesi y John Tesh en los teclados, y el destacado baterista Charlie Adams.

## Temas
| #   | Tema                 | Duración |
| --- | -------------------- | -------- |
| 1.  | "Sand Dance”         | 5:15     |
| 2.  | "After the Sunrise”  | 4:38     |
| 3.  | "Standing in Motion" | 5:22     |
| 4.  | "The Mermaid"        | 3:47     |
| 5.  | "Within Attraction"  | 4:10     |
| 6.  | "Street Level”       | 4:18     |
| 7.  | "Secret Vows"        | 3:59     |
| 8.  | "Point of Origin"    | 5:57     |
| 9.  | "Acroyali”           | 5:07     |
| 10. | "Paths on Water"     | 3:53     |

## Personal
Todos los temas musicales presentes en este disco fueron compuestos por Yanni

## Gira del concierto
En este año, Yanni se dispuso a reunir lo que sería su “Primera Banda de Gira” para dar promoción a su álbum Out of Silence, así como también su álbum lanzado en 1986, Keys to Imagination. “Aunque ya había escrito, como siempre, con una orquesta en la mente, yo no podía permitirme el lujo de uno, por lo que reproduje ese sonido en mi estudio con mis sintetizadores. Pero quise tocar todo de forma natural, y no contra la cinta, para eso necesité dos músicos en el teclado y una batería en el camino", dijo Yanni. 

## En otros medios
- «Sand Dance» fue usado en varios programas de televisión y spot publicitarios chilenos incluyendo: Uniformes New Clip de Corona (1989), Pinares de Montemar (1992) y El Tiempo en Chilevisión Noticias. Salió en el Institucional de Canal 13, estrenado en 1999, después del 18° Aniversario del canal el 11 de febrero de ese año.